# Nominativo radioamatoriale
Il nominativo di stazione radioamatoriale, anche chiamato indicativo di chiamata o call sign, è una combinazione di lettere e numeri che identifica univocamente una stazione radioamatoriale in tutto il mondo.

## Prefisso e suffisso dei nominativi di stazione radioamatoriali
Il nominativo è costituito da una parte iniziale, il prefisso, che fornisce indicazione del luogo da cui la stazione trasmette, e da una parte finale, il suffisso, che caratterizza la particolare stazione.
Ad esempio IZ2XYZ è l'indicativo di una stazione italiana in quanto il blocco di prefissi inizianti con la I è stato assegnato dall'Unione internazionale delle telecomunicazioni all'Italia; inoltre il 2 ci dice che è una stazione della Lombardia. Il gruppo di lettere XYZ è indicativo di quella particolare stazione.
Il gruppo IZ2 costituisce il prefisso radioamatoriale mentre il gruppo XYZ è il suffisso. Tramite il prefisso si può nella stragrande maggioranza dei casi determinare da quale country quella determinata stazione sta trasmettendo.
Si è soliti usare il termine inglese country anziché nazione perché nel gergo radioamatoriale tale termine non necessariamente coincide con una nazione geopolitica. Ad esempio l'Italia è divisa in due country: Italia e Sardegna. La Sardegna è considerata country perché è un'isola e perché è distante più di 100 km dal continente.
Ogni Stato, attraverso il suo organismo competente, organizza autonomamente i prefissi assegnatigli dall'Unione internazionale delle telecomunicazioni attribuendo prefissi diversi ai differenti countries in cui è suddiviso. Spesso gli Stati suddividono il loro territorio in call-area, cui viene assegnato un numero, e la combinazione prefisso internazionale-numero di call-area costituisce il prefisso radioamatoriale di quel territorio (provincia, contea, isola, ecc.). In alcuni casi si utilizza anche la prima lettera del suffisso.
Alcuni paesi hanno un numero all'interno del prefisso nazionale come primo elemento (esempio il Principato di Monaco, 3A) o come secondo (esempio la Slovenia, S5). Il prefisso è comunque sempre composto da due sezioni, una prima parte di una o più lettere (prefisso nazionale) ed un numero indicante la call area. Spesso la cifra della call area identifica aree geografiche all'interno del paese. Nel casi di IK1AAA la cifra 1 indica l'insieme di Piemonte, Valle d'Aosta e Liguria, mentre in Spagna le call area 6, 8 e 9 identificano rispettivamente le Isole Baleari, le Isole Canarie e i territori spagnoli nel nordafrica (Ceuta e Melilla). In altri paesi invece la call area è stabilita con diversi criteri. In Francia ad esempio il prefisso identifica il tipo di licenza:
- F2: licenze limitate alle bande VHF (equivalente alla vecchia IW italiana, vedi più sotto)
- F4: licenze "piene"
- F5: licenze "piene" con almeno due anni di anzianità.

In Germania e Regno Unito, la call area è in relazione solo alla cronologia di rilascio della licenza.
Quando il prefisso nazionale contiene un numero, il numero della call area viene comunque sempre aggiunto e può capitare di avere un prefisso completo sia la sequenza numero-lettera-numero (es. 3A2) che lettera-numero-numero, es. S51.
Esistono eccezioni in alcuni piccoli paesi che hanno il prefisso nazionale che termina con un numero e, a causa dell'esiguità del territorio, hanno deciso di non aggiungere una seconda cifra di call area (esempio: un nominativo delle Bahamas è C6AAA, con prefisso nazionale C6)
Il suffisso è un insieme di lettere (almeno un carattere) che identifica univocamente il radioamatore. In origine, infatti, quando ancora il loro numero non era così elevato, i radioamatori erano contraddistinti da nominativi cortissimi (come 1AU, 3EX) che non erano codificati a livello internazionale. A partire dalla fine degli anni venti la regolamentazione cambiò e fu introdotta l'attuale assegnazione internazionale dei prefissi, che ad esempio assegna all'Italia tutti i prefissi inizianti solo con la lettera I.

## I nominativi radioamatoriali italiani
I nominativi italiani inizialmente erano tutti I1 con due o tre lettere di suffisso, quest'ultimo scelto su base arbitraria: tipicamente erano le iniziali degli assegnatari, o parti del nome o cognome.
Nel 1972 venivano introdotte le call area: i numeri di call area erano designati in base alla prima cifra del codice di avviamento postale (introdotto 5 anni prima) del luogo ove era installata la stazione radio; comparvero quindi i vari I2, I3, ecc. nonché i prefissi assegnati alle regioni a statuto speciale (che seguivano la stessa regola del CAP per la call area, ma con due lettere di prefisso).
Verso la fine degli anni settanta si esaurirono le combinazioni disponibili, e fu dato seguito alla serie caratterizzata dal prefisso IK al posto della semplice I e seguendo questa volta un rigoroso ordine alfabetico per l'assegnazione del suffisso da AAA a ZZZ; non fu assegnato il blocco KAA-KZZ in previsione di un futuro uso per nominativi di club. Terminate anche le combinazioni con IK, si è dato corso ai nominativi con prefisso IZ, la serie in corso al dicembre 2007.
Nel marzo 2013 il Ministero dello Sviluppo Economico in una nota annunciava il termine dei prefissi IZ e l'inizio delle assegnazioni con prefisso IU.
Nel 2005, in concomitanza con l'istituzione delle licenze di club, si sono iniziati ad assegnare a queste licenze nominativi della serie IQ, con due lettere di suffisso, con scelta di quest'ultimo arbitraria, il più delle volte richiamante la città sede del club. IQ2MI è stato assegnato ad esempio alla sezione ARI di Milano, IQ2PB alla Sezione ARI di Peschiera Borromeo, IQ9PA alla Sezione ARI di Palermo, IQ5PJ alla Sezione ARI di Pisa, IQ7AF alla Sezione ARI di Lecce, IQ7TA alla Sezione ARI di Taranto, IQ8CZ alla Sezione ARI di Catanzaro, IQ9UM all'Associazione dei Radioamatori Uniti del Mediterraneo Archiviato il 6 agosto 2020 in Internet Archive..
Fino al 2005 i suddetti nominativi del tipo, I, IK, IZ contraddistinguevano i "radioamatori ordinari" che avevano conseguito la patente di classe A (privilegi pieni di trasmissione, previo esame teorico e pratico di telegrafia), mentre il prefisso IW indicava i radioamatori che avevano ottenuto patente di classe B altrimenti detta "speciale" che comportava limitazioni nelle possibilità operative (accesso alle sole bande oltre i 30 MHz, e con potenza limitata rispetto alla licenza ordinaria. Tale differenza è stata abrogata con un decreto 21 luglio 2005, e le patenti "speciali" così come i nominativi IW sono totalmente equiparati agli altri (abolizione della prova trasmissione e ricezione in Morse).
I radioamatori con licenza speciale possono avere un suffisso a due lettere, ma comunque sempre con un nominativo IW+call area, con l'uso di alcuni sottoblocchi per distinguere le regioni di appartenenza (ad esempio, gli IW calabresi sono raggruppati nel blocco IW8PA-IW8WZZ, quelli della Campania nel IW8AA-IW8OZZ, quelli del Molise nel IW8XA-IW8XZZ, quelli della provincia di Potenza nel IW8ZA-IW8ZZZ). Gli IW delle Regioni a Statuto Speciale non usano quindi un prefisso proprio (es. i siciliani sono tutti IW9, anche se residenti sull'isola principale od una minore).
Un radioamatore operante temporaneamente in un luogo diverso da quello di licenza (residenza) può far seguire il proprio nominativo da /P, per indicare la portabilità della propria stazione; se la radio è su mezzo mobile, il nominativo è completato da /M. Esempi: IK3TYA/P, I5KHX/P, IS0HHD/M. È anche comune far seguire invece la cifra della call area, oppure anteporre il prefisso speciale completo. Ad esempio, IK1AAA trasferito temporaneamente a Palermo può presentarsi come IK1AAA/P, IK1AAA/IT9 oppure IT9/IK1AAA. IK1AAA operante da Milano si siglerà IK1AAA/2, oppure più raramente IK1AAA/I2 o I2/IK1AAA. IK1AAA operante da Pantelleria si siglerà IH9/IK1AAA.
La raccomandazione dell'A.R.I., Associazione Radioamatori Italiani, è di usare i seguenti criteri:
- Per operazioni all'interno della propria call-area (o dalla stessa isola, vedi sotto) usare /P;

- Per operazioni in altre call areas in regioni a statuto ordinario, far seguire la cifra della call area, per esempio I1XXX/8,

- Per nominativi che operano da regioni a statuto speciale o da isole (vedi paragrafi seguenti), far anteporre il prefisso speciale: per esempio IT9/I1XXX, IC8/IK2YYY, IM0/IT9ZZZ, IS0KKK/IM0.

Una modifica al decreto legislativo n. 259 del Ministero delle comunicazioni del 1º agosto 2003, pubblicato dalla Gazzetta Ufficiale il 24 agosto 2005, sancisce in 3 punti l'equiparazione delle due classi in un'unica classe A, e il mantenimento dei nominativi della classe speciale, salvo esplicita richiesta.
I prefissi principali usati in Italia sono:
- I1, IK1, IZ1, IW1, IU1: Piemonte e Liguria
- I2, IK2, IZ2, IW2, IU2: Lombardia
- I3, IK3, IZ3, IW3, IU3: Veneto
- I4, IK4, IZ4, IW4, IU4: Emilia-Romagna
- I5, IK5, IZ5, IW5, IU5: Toscana
- I6, IK6, IZ6, IW6, IU6: Marche e Abruzzo
- I7, IK7, IZ7, IW7, IU7: Puglie e provincia di Matera
- I8, IK8, IZ8, IW8, IU8: Molise, Campania, Calabria e provincia di Potenza
- I0, IK0, IZ0, IW0A-IW0T, IU0: Lazio e Umbria

Dall'elenco mancano le regioni a statuto speciale, a cui sono stati assegnati prefissi:
- IX1, IW1A-O: Valle d'Aosta
- IN3, IW3A-D: Trentino-Alto Adige
- IV3, IW3Q-Z: Friuli-Venezia Giulia
- IS0, IW0U-IW0Z: Sardegna
- IT9, IW9: Sicilia (la Sicilia coincide con tutta la call area 9)

Prefissi speciali sono assegnati anche ad isole e/o arcipelaghi; alcuni prefissi non sono ufficialmente stabiliti dal Ministero , ma sono usati de facto dalla comunità radioamatoriale in via non-ufficiale:
- IA5: isole tirreniche della Toscana (Capraia, Cerboli, Elba, Formica di Burano, Formiche di Grosseto, Giannutri, Giglio, Gorgona, Montecristo, Formica di Montecristo, Pianosa, Scoglio d'Africa)
- IB0: isole tirreniche del Lazio (Palmarola, Ponza, Scoglio della Botte, Isola di Santo Stefano, Isola di Ventotene, Zannone)
- IC8: isole tirreniche della Campania, della Calabria e della provincia di Potenza (Capri, Ischia, Li Galli, Procida, Vivara)
- ID8: isole tirreniche della Calabria (Isola di Dino, Isola di Cirella) (non-ufficiale)
- ID9: Isole Eolie (Alicudi, Basiluzzo, Filicudi, Formiche, Lipari, Lisca Bianca, Panarea, Salina, San Pietro a Canna, Stromboli, Strombolicchio, Vulcano)
- IE9: isola di Ustica
- IF9: Isole Egadi (Asinelli, Favignana, La Formica, Levanzo, Maraone, Marettimo)
- IG9: Isole Pelagie (Lampedusa, Lampione, Linosa)
- IH9: isola di Pantelleria
- IJ7: isole ioniche della Puglia e della provincia di Matera (Arcipelago delle Cheradi)
- IJ8: isole ioniche della Calabria (non-ufficiale)
- IJ9: isole minori della Sicilia nel Mar Ionio (non-ufficiale)
- IL3: isole adriatiche del Veneto e del Friuli-Venezia Giulia (non-ufficiale)
- IL4: isole adriatiche dell'Emilia-Romagna (non-ufficiale)
- IL6: isole adriatiche delle Marche e dell'Abruzzo (non-ufficiale)
- IL7: isole adriatiche della Puglia (Isole Tremiti, Capraia, Pianosa, San Domino, San Nicola)
- IM0: isole minori della Sardegna (Asinara, Bisce, Budelli, Carbonara, Caparra, Cavoli, Corcelli, Cretacci, Foradada, Il Catalano, Il Toro, Il Vitello, La Maddalena, La Vacca, Mal di Ventre, Molara, Mortorio, Nibani, Ogliastra, Pan di Zucchero, Piana, Qirra, Razzoli, Rossa, Ruglia, Sant'Antioco, San Pietro, San Macario, Santa Maria, Serpentara, Soffi, Spargi, Su Giiuseu, Tavolara)
- IP1: isole della Liguria (Arcipelago Spezzino, Isola di Bergeggi, Isola Gallinara) (non-ufficiale)

Per particolari scopi vengono utilizzati i seguenti prefissi:
- IQ: sezioni delle associazioni dei radioamatori legalmente costituite (di fatto assegnato anche a comitati regionali e gruppi); equivale al prefisso di club di altri paesi.
- IR: stazioni ripetitrici automatiche non presidiate
- II, IO, IP, IR : prefissi speciali per manifestazioni o eventi di particolare importanza, limitatamente alla durata dell'evento. Esempio : la Sezione ARI di Milano ha effettuato trasmissioni con il nominativo speciale II2EXPO durante l'Expo di Milano del 2015
- IY: luoghi, manifestazioni ed eventi legati alla figura ed alle opere di Guglielmo Marconi (stazioni marconiane); la casa natale di Guglielmo Marconi sita a Pontecchio Marconi (BO) ospita la stazione permanente IY4FGM (Fondazione Guglielmo Marconi)

## Tabelle dei prefissi radioamatoriali
| A - C |  | D - F |  | G - I |  | J - L |  | M - O |  | P - R |  | S - U |  | V - W |  | X - Z |  | 1 - 9 |